# Cephalomappa lepidotula
Cephalomappa lepidotula là một loài thực vật có hoa trong họ Đại kích. Loài này được Airy Shaw mô tả khoa học đầu tiên năm 1960.